# 鍋島直郷
鍋島 直郷（なべしま なおさと）は、肥前鹿島藩の第6代藩主。

## 生涯
享保3年（1718年）3月23日、第5代藩主・鍋島直堅の長男として鹿島で生まれる。享保12年12月4日（1728年）に父が死去したため、享保13年（1728年）11月16日に家督を継いだ。しかし享保14年（1729年）には旱魃で被害を受けるなど、藩財政が苦しくなった。享保16年12月（1732年）、従五位下・備前守に叙位・任官する。元文元年（1736年）の参勤交代では費用が調達できず、参勤が遅れたという逸話もある。
その後も江戸城門番などの負担が重なり、宝暦12年（1762年）の参勤交代でも費用を調達できなかった。このように財政難に苦しんで失意に堕ちた直郷は、子がなかったこともあって、宝暦13年（1763年）4月7日に隠居した。家督は5月1日、本家の佐賀藩から迎えた養子の直熙が継いだ。
明和7年（1770年）10月5日に死去した。享年53。

## 系譜
父母
- 鍋島直堅（父）
- 清真院 ー 千々岩新兵衛の娘、側室（母）

正室
- 於市、定慧院 ー 鍋島直英の娘

養子
- 鍋島直熙 ー 鍋島宗茂の十男